# Droga krajowa B468 (Niemcy)
Droga krajowa 468 (niem. Bundesstraße 468) – niemiecka droga krajowa przebiegająca na osi północ-południe i jest połączeniem drogi B8 z autostradą A3 na węźle Helmstadt w  Bawarii.
Droga powstała jako łącznik pomiędzy drogą B8 i autostradą A3 i jest jedną z najkrótszych dróg krajowych w Niemczech.